# Schwungmoment
Das Schwungmoment ist eine nicht SI-konforme physikalische Größe, die früher bei rotierenden Maschinen häufig anstelle des Trägheitsmoments verwendet wurde.
Aus der Definition
{\displaystyle SM=G\cdot D^{2}=G\cdot 4\cdot i^{2}}
mit
- Gewichtskraft G
- „Trägheitsdurchmesser“[2] {\displaystyle D=2\cdot i} (i: Trägheitsradius)

folgt als Maßeinheit: Kilopond mal Meter im Quadrat (kp · m2).

## Zusammenhang mit dem Trägheitsmoment
Man kann das Trägheitsmoment {\displaystyle J} eines beliebig geformten starren Körpers bezüglich einer beliebigen Rotationsachse rein formal mit dem Trägheitsmoment {\displaystyle J_{p}} einer Punktmasse gleicher Masse {\displaystyle m} ausdrücken:
{\displaystyle J=J_{p}=m\cdot i^{2}=m\cdot \left({\frac {D}{2}}\right)^{2}}
Dazu muss man den Abstand der Punktmasse zur Rotationsachse so wählen, dass das Trägheitsmoment der Punktmasse dem Trägheitsmoment des betrachteten starren Körpers entspricht. Dieser Abstand wird Trägheitsradius {\displaystyle i} genannt, der doppelte Wert entsprechend Trägheitsdurchmesser D.
Die Masse wird durch ihre Gewichtskraft {\displaystyle G} auf der Erdoberfläche angegeben:
{\displaystyle m={\frac {G}{g}}}
mit der Erdbeschleunigung {\displaystyle g}.
Dies führt auf
{\displaystyle {\begin{aligned}\Rightarrow J&={\frac {G\cdot D^{2}}{4\cdot g}}\\\Leftrightarrow G\cdot D^{2}&=4\cdot g\cdot J\end{aligned}}}
Demnach ist das Schwungmoment {\displaystyle GD^{2}} bis auf den Faktor {\displaystyle 4g} identisch mit dem Trägheitsmoment.